# 国际心理科学联合会
国际心理科学联合会（英語：International Union of Psychological Science，缩写为IUPsyS），亦译国际心理科学联盟，简称国际心联，是世界各国心理科学团体组成的学术性组织。